# Koca-Mustafa-Pascha-Moschee

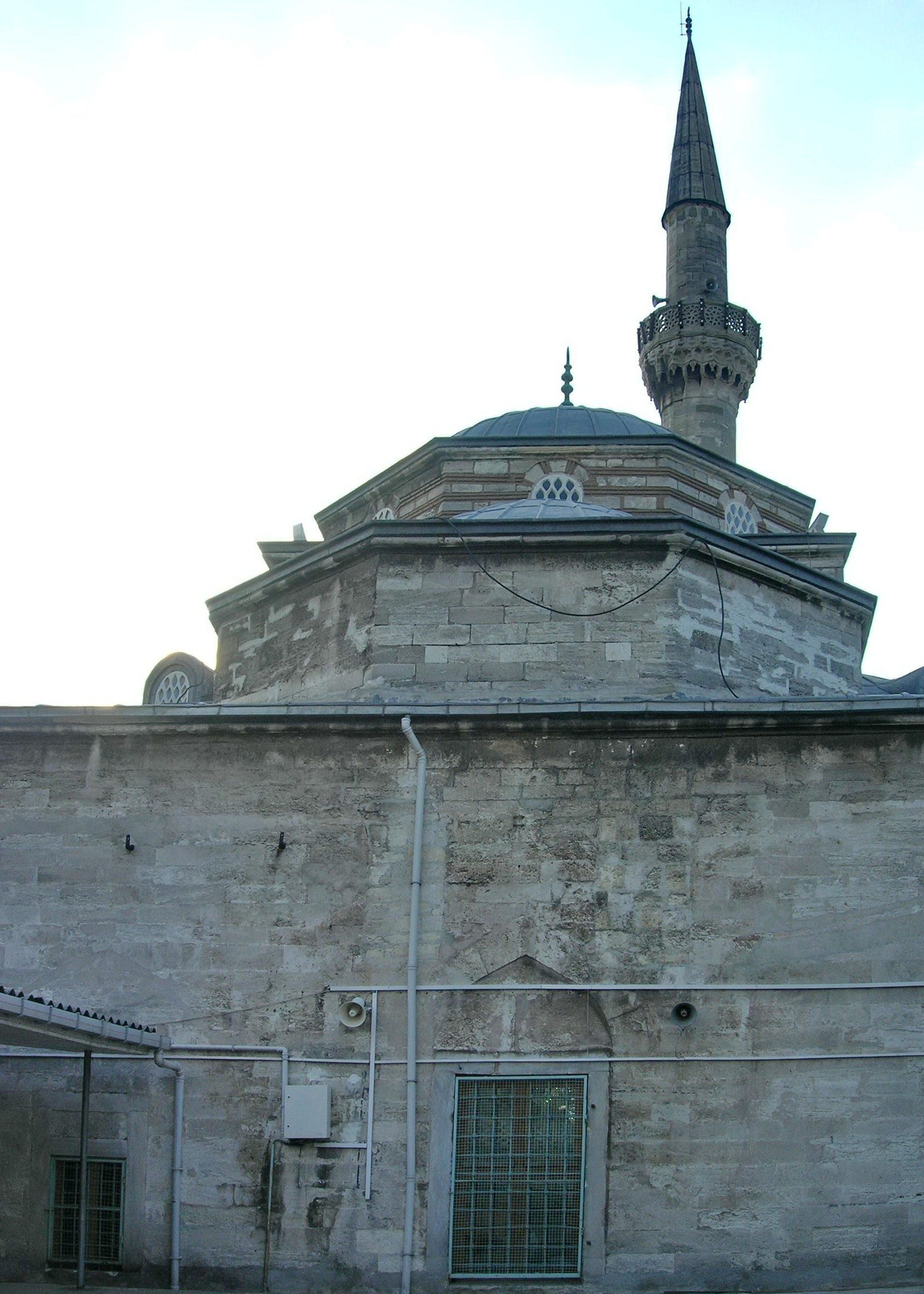
Außenansicht der Moschee

Die Koca-Mustafa-Pascha-Moschee (türkisch Koca Mustafa Paşa Camii; heute offiziell Sünbül Efendi Camii) ist eine ehemalige byzantinische Kirche und heutige Moschee in Istanbul. Die Kirche und das angeschlossene Kloster waren dem Andreas von Kreta geweiht und hießen Sankt Andreas in Krisei. Die Geschichte der Kirche reicht zurück bis in das fünfte Jahrhundert nach Christus.

## Lage
Das Gotteshaus liegt im Istanbuler Stadtbezirk Fatih im Stadtviertel Kocamustafapaşa an der Koca Mustafa Paşa Caddesi.

## Geschichte

### Byzantinische Zeit

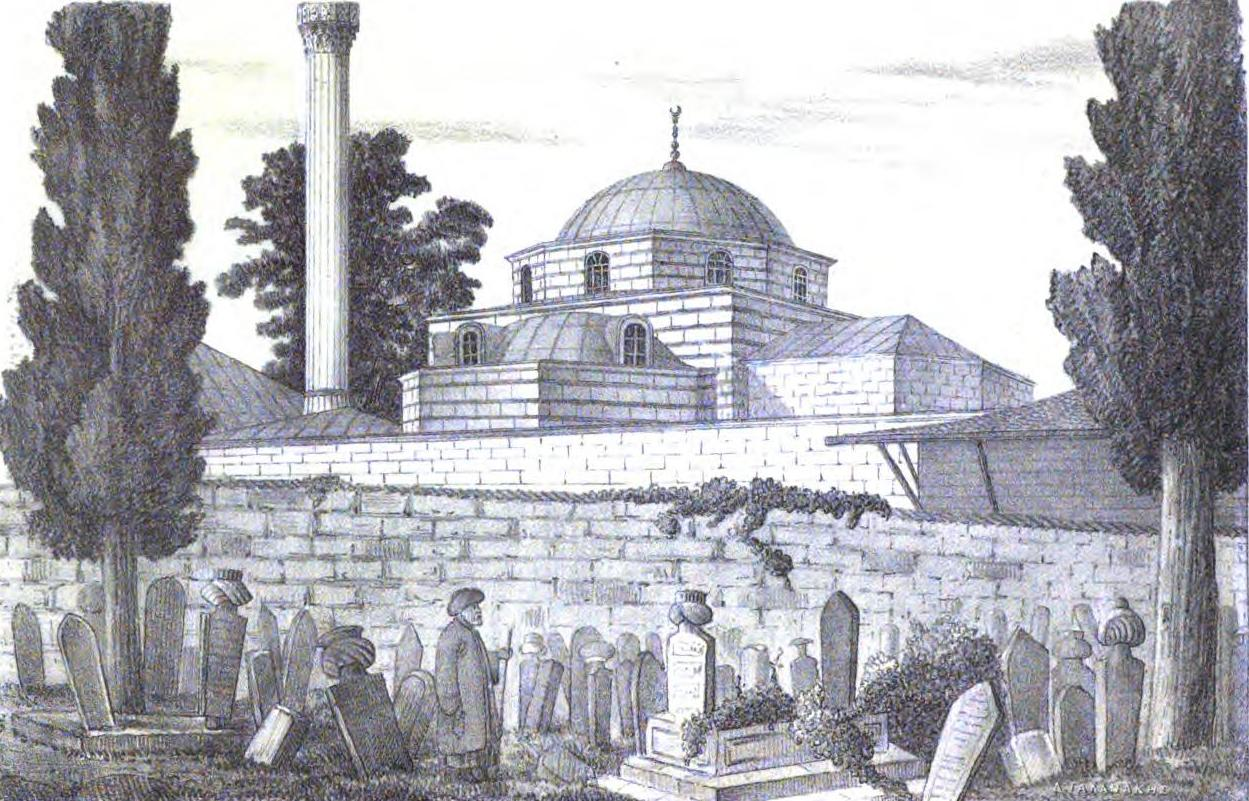
Die Moschee in einer Zeichnung von A. G. Paspates (1877)

Zu Beginn des 5. Jahrhunderts nach Chr. beauftragte die Prinzessin Arcadia, Tochter des oströmischen Kaisers Arcadius und Schwester von dessen Nachfolger Theodosius II., den Bau eines dem hl. Andreas geweihten Klosters innerhalb der Theodosianischen Mauer unweit des Studionklosters an den Hängen des siebten Hügels von Konstantinopel und nahe dem Marmarameer. Das Bauwerk, das auch Rodophylion (griechisch Ροδοφύλιον) genannt wurde, lag rund 600 Meter westlich des alten Goldenen Tores. Das Kloster wurde später zu einem Nonnenkloster, welches erstmals 792 n. Chr. erwähnt wurde. Die Lokation in Krisei bekam das Kloster durch den Ort, an dem es errichtet wurde. Aufgrund der Bestattung von Verurteilten hatte der Ort den Namen Krisei bekommen (griechisch ή Κρίσις, hē Krisis, dt. das Urteil). Der Märtyrer Andreas von Kreta wurde am 20. November 766 im Ochsenforum wegen seines Eintretens für die Bilderverehrung im byzantinischen Bilderstreits getötet, weil er sich damit gegen die Politik von Kaiser Konstantin V. gestellt hatte. Aufgrund seiner Popularität nach der Wiederherstellung der Bilderverehrung änderte man das Patrozinium von Apostel Andreas zu Andreas von Kreta und bestattete den Mönch hier. Während der zweiten Hälfte des 9. Jahrhunderts erneuerte der byzantinische Kaiser Basileios I. die Kirche, die eventuell während des Bilderstreits beschädigt worden war.
Um 1284 ließ Prinzessin Theodora Raoulaina, Nichte des Kaisers Michael VIII. und Ehefrau des Protovestiarios Johannes Raul Petraliphas, das Kloster und die Kirche erneuern und gilt damit als zweite Stifterin (ktētorissa). Theodora verbrachte die letzten 15 Jahre ihres Lebens bis zu ihrem Tod im Jahr 1303 in dem Kloster.
Nach der Eroberung von Byzanz durch venezianische Kreuzfahrer und der Installierung des Lateinischen Kaiserreichs verwahrloste das Kloster. Zwei russische Pilgerer, die Konstantinopel 1350 und zwischen 1425 und 1450 besuchten, erwähnten die Kirche in ihren Aufzeichnungen und berichteten, dass die Kirche zum Wallfahrtsort für Kranke geworden war. Zu Beginn des 15. Jahrhunderts war das Kloster von Weinbergen umgeben.

### Osmanische Zeit
Nach der Eroberung Konstantinopels durch die Osmanen war das Kloster, von den Osmanen Kızlar Kilisesi (Frauenkirche) genannt, noch einige Zeit bewohnt. Zwischen 1486 und 1491  ließ der Kommandeur der Palastwache und spätere Großwesir Koca Mustafa Pascha die Kirche zur Moschee umbauen. Einige Jahre später schenkte sein Schwiegersohn Şeih Çelebi Efendi das Kloster den Derwischen des Halveti-Ordens als Tekke. Oberhaupt der Derwische war der Sufi-Meister Sünbül Efendi. Seine Türbe, ein populärer Wallfahrtsort für Muslime, liegt neben der Kirche. Şeih Çelebi starb 1559. Auch er und seine Frau wurden in einer Türbe in der Nähe der Mustafa-Pascha-Türbe im Garten der Moschee bestattet. Mehrere Halveti-Scheichs sind auf dem nahen Friedhof der Moschee bestattet.
Anfang des 17. Jahrhunderts ließ der Defterdar Ekmekçizade Ahmet Paşa eine Medrese bauen, außerdem mehrere Tore, eine Zaviye und eine Schule (Mekteb). Ein Jahrhundert später ließ der Hekimbaşı Giridli Nuh Efendi das Sufi-kloster schließen und vergrößerte die Medrese. Im Jahr 1737 stiftete der Kızlar Ağası Hacı Beşir Ağa einen Brunnen.
Ein Erdbeben im Jahr 1766 zerstörte die Kuppel der Moschee. Sie wurde zwei Jahre später neu errichtet. Im 19. Jahrhundert ließ Mahmud II. die Vorhalle erneuern. In den Jahren 1847/48 beauftragte Sultan Abdülmecid I. den Neubau der Mauern, die das Anwesen umgaben. Einige Jahre später wurden im Hof der Moschee zwei Brunnen errichtet.
Im Jahr 1953 wurde das Gebäude umfassend restauriert.

## Architektur

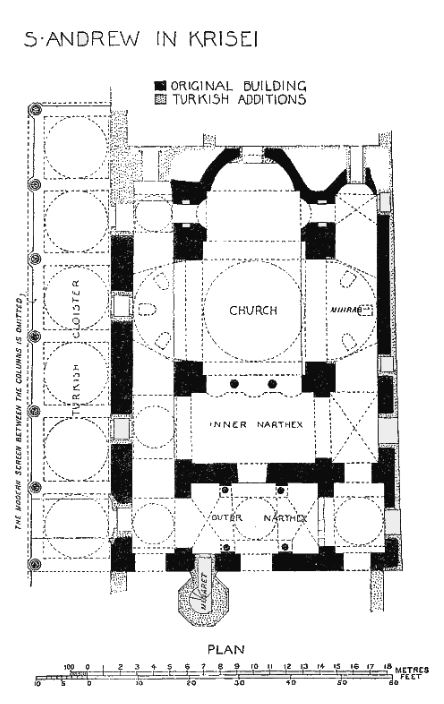
Grundriss der Moschee

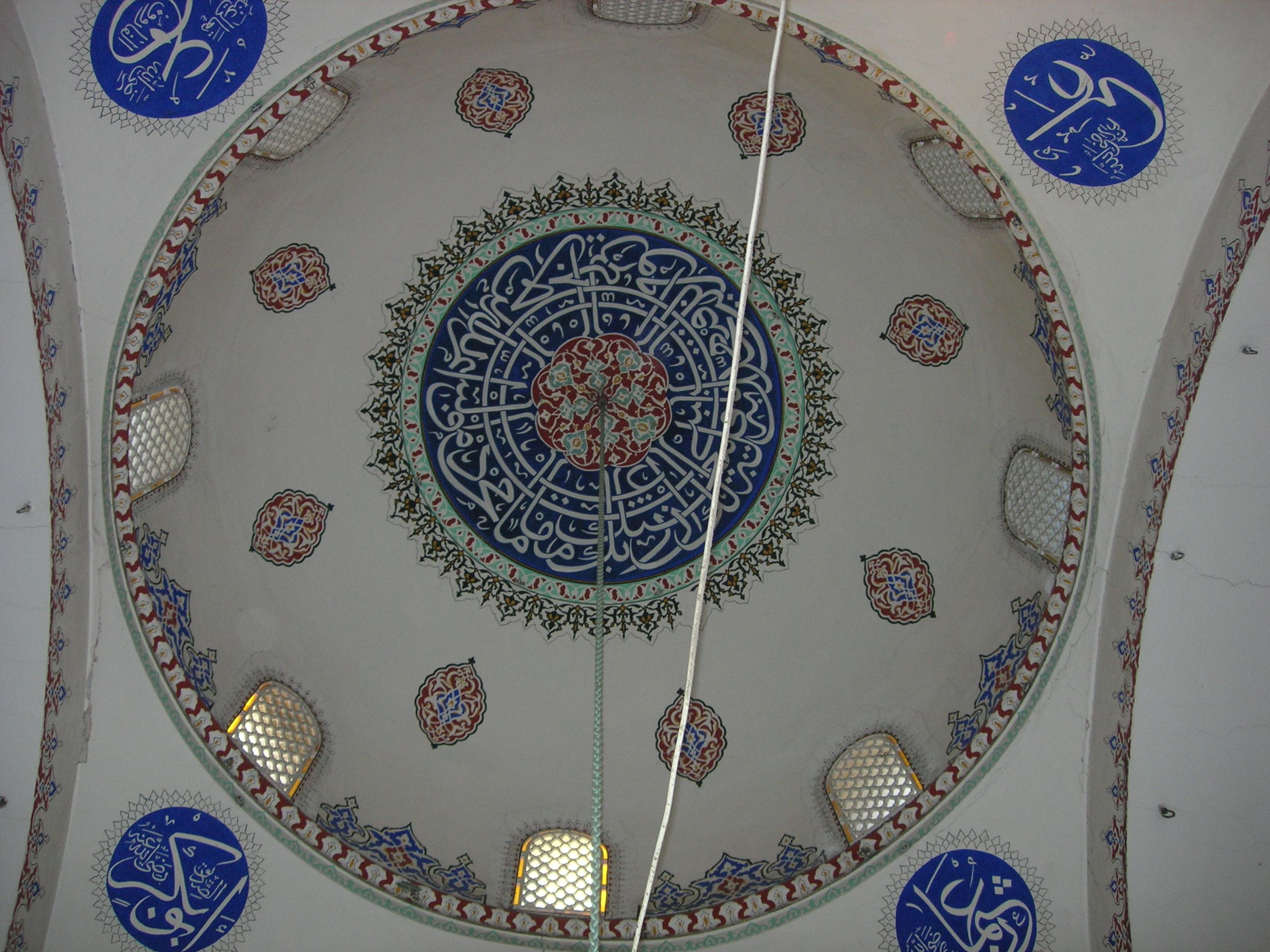
Die zentrale Kuppel

Die Kirche hatte eine Zentralkuppel und drei Apsiden im Osten. Auf der Westseite befinden sich ein innerer und ein äußerer Narthex, auf den anderen drei Seiten war der zentrale Naos von Arkadengängen mit Tonnengewölben umgehbar. Nach der Eroberung der Stadt durch die Osmanen wurde die Kirche stark verändert und zur Mosche umgebaut. Am Eingang auf der Nordseite legten die osmanischen Baumeister einen Säulengang mit fünf Kuppeln an. Die 1766 zerstörte und zwei Jahre später wieder aufgebaute Zentralkuppel ist innen rund und außen oktogonal, der Tambour besitzt acht Fenster.
Auf der Nord- und der Südseite der Kuppel wurden in osmanischer Zeit zwei Halbkuppeln ergänzt. Beide sind von drei großen Fenstern durchbrochen, die von außen wie Gauben wirken. Alle Kuppeln ruhen auf Bögen. Der östliche Bogen der Zentralkuppel ist verlängert in ein Tonnengewölbe und wird von Nischen flankiert, die früher zur Prothesis und dem Diakonikon führten. Nur das Diakonikon mit seinem Kreuzgewölbe ist erhalten. Im westlichen Bogen sitzt eine dreibogige Arkade mit zwei Marmorsäulen mit kubischen Kapitellen.
Der innere Narthex ist in drei Joche unterteilt. Das nördliche wird von einer osmanischen Kuppel überspannt, das mittlere von einem Tonnengewölbe und das südliche von einem Kreuzgewölbe. Die beiden letzteren sind byzantinischen Ursprungs.
Der äußere Narthex ist in fünf Joche unterteilt. Die drei inneren Joche korrespondieren mit den drei Jochen des inneren Narthex. Auf dem zentralen Joch sitzt eine flache Pendentifkuppel. Das Joch wird von den beiden mittleren Jochen durch Säulen mit dahinter liegenden Pilastern getrennt. Die beiden mittleren Joche besitzen Kreuzgewölbe mit ionischen Kapitellen, die denen in der Kleinen Hagia Sophia ähnlich sind. Die beiden äußeren Joche besitzen flache Kuppeln und sind von den anderen durch Pilaster getrennt.
Das Äußere der Moschee ist heute von einem osmanischen Stil geprägt und besitzt ein umlaufendes Kranzgesims. Auch die Tamboure der Halbkuppeln besitzen Gesimse. Tambour und zentrale Kuppel wurden aus glatten Steinen erbaut, sie wechseln sich am Tambour ab mit drei Reihen Ziegelsteinen in Mörtel. Auch auf der Kuppel sitzt ein Kranzgesims. Das Dach der Kuppel wurde mit Bleiplatten gedeckt.
Die Gebäude des byzantinischen Klosters existieren nicht mehr. Nur eine unterirdische Zisterne im Südosten der Moschee ist erhalten. Ein geschnitzter Türrahmen aus byzantinischer Zeit, wohl aus dem 6. Jahrhundert, ist heute im Archäologischen Museum Istanbul untergebracht.

## Traditionen
Die inzwischen weithin übliche Tradition, die Minarette von Moscheen am Vorabend des Geburtstags des Propheten Mohammed (Maulid an-Nabī) zu beleuchteten, wurde in der Koca-Mustafa-Pascha-Moschee begründet.
In osmanischer Zeit entstand auch die Tradition einer Kette, die an einer Zypresse hängt und die Wahrheit erkennen soll. Die Zypresse ist seit langem tot und steht gestützt in einem kleinen runden Gebäude im Hof der Moschee. Die daran hängende Kette schwang zwischen zwei Personen, die widersprüchliche Aussagen getätigt hatten. Derjenige, den die Kette berührte, sagte die Wahrheit. Diese folkloristische Geschichte ist nur eine von mehreren, die zur Moschee gehören und ihre Wurzeln noch in byzantinischer Zeit haben.